# 西关水塔
西关水塔位于中国广州市荔湾区长寿路长寿大街内，是广州建造最早的水塔，与沙面水塔、东山水塔和越秀山水塔同为民国时期广州所使用的四个水塔。

## 历史
建于清朝光绪三十三年（1907年），次年建成供水。水塔是增埗水厂附设工程之一，由钢板焊接而成，造价94087两白银。塔身高6.71米，内径12.2米，距地面约42.1米，容量约782立方米。后来由于自来水业不断发展，水塔容积较小，调节水量不大，且维修费用多，于1976年拆除。